# Kajakarstwo na Letnich Igrzyskach Olimpijskich 2012 – C-1 1000 m mężczyzn
C-1 1000 metrów mężczyzn to jedna z konkurencji w kajakarstwie klasycznym rozgrywanych podczas Letnich Igrzysk Olimpijskich 2012. Kajakarze rywalizowali między 6 a 8 sierpnia na torze Dorney Lake.

## Rekordy
|                   | Zawodnik  | Czas     | Data             | Miejsce |
| ----------------- | --------- | -------- | ---------------- | ------- |
| Rekord świata     | David Cal | 3:46.201 | 23 sierpnia 2004 | Ateny   |
| Rekord olimpijski | David Cal | 3:46.201 | 23 sierpnia 2004 | Ateny   |

## Terminarz
| Data            | Godzina |            |
| --------------- | ------- | ---------- |
| 6 sierpnia 2012 | 9:54    | Eliminacje |
| 6 sierpnia 2012 | 11:14   | Półfinały  |
| 8 sierpnia 2012 | 9:48    | Finały     |

## Wyniki

### Eliminacje
Pięciu najlepszych kajakarzy z każdego biegu i jeden z lepszym czasem z  dwóch pozostałych awansują do półfinałów.
Wyniki:
Bieg 1
| Pozycja | Tor | Zawodnik         | Czas     | Uwagi |
| ------- | --- | ---------------- | -------- | ----- |
| 1       | 6   | Mathieu Goubel   | 3:58.122 | Q     |
| 2       | 5   | Attila Vajda     | 3:59.853 | Q     |
| 3       | 4   | Ilja Sztokałow   | 4:04.109 | Q     |
| 4       | 7   | Jake Donaghey    | 4:21.928 | Q     |
| 5       | 2   | Ndiatte Gueye    | 4:33.884 | Q     |
| 6       | 3   | Rudolph Williams | 4:54.211 |       |

Bieg 2
| Pozycja | Tor | Zawodnik           | Czas     | Uwagi |
| ------- | --- | ------------------ | -------- | ----- |
| 1       | 5   | David Cal          | 3:54.590 | Q     |
| 2       | 4   | Mark Oldershaw     | 3:55.211 | Q     |
| 3       | 2   | Sebastian Brendel  | 3:56.469 | Q     |
| 4       | 3   | Everardo Cristóbal | 3:58.673 | Q     |
| 5       | 6   | Piotr Kuleta       | 4:04.889 | Q     |
| 6       | 7   | Fortunato Pacavira | 4:39.723 | Q     |

Bieg 3
| Pozycja | Tor | Zawodnik            | Czas     | Uwagi |
| ------- | --- | ------------------- | -------- | ----- |
| 1       | 6   | Iosif Chirilă       | 4:05.863 | Q     |
| 2       | 5   | Vadim Menkov        | 4:05.895 | Q     |
| 3       | 4   | Aliaksandr Żukowski | 4:06.190 | Q     |
| 4       | 3   | Aleksandr Djadczuk  | 4:44.175 | Q     |
| 5       | 2   | Richard Jefferies   | 4:48.511 | Q     |

### Półfinały
Czterech najszybszych kajakarzy z każdego półfinału awansuje do finału. Pozostali zawodnicy wezmą udział w finale B.
Wyniki:
Półfinał 1
| Pozycja | Tor | Zawodnik           | Czas     | Uwagi |
| ------- | --- | ------------------ | -------- | ----- |
| 1       | 3   | Sebastian Brendel  | 3:52.122 | Q     |
| 2       | 6   | Attila Vajda       | 3:52.365 | Q     |
| 3       | 5   | David Cal          | 3:52.767 | Q     |
| 4       | 4   | Vadim Menkov       | 3:53.257 | Q     |
| 5       | 8   | Piotr Kuleta       | 3:53.802 |       |
| 6       | 2   | Jake Donaghey      | 4:26.202 |       |
| 7       | 1   | Fortunato Pacavira | 4:43.027 |       |
| 8       | 7   | Aleksandr Djadczuk | 4:56.724 |       |

Półfinał 2
| Pozycja | Tor | Zawodnik            | Czas     | Uwagi |
| ------- | --- | ------------------- | -------- | ----- |
| 1       | 4   | Mathieu Goubel      | 3:51.811 | Q     |
| 2       | 6   | Mark Oldershaw      | 3:52.197 | Q     |
| 3       | 3   | Ilja Sztokałow      | 3:53.305 | Q     |
| 4       | 7   | Aliaksandr Żukowski | 3:54.002 | Q     |
| 5       | 2   | Everardo Cristóbal  | 3:54.590 |       |
| 6       | 5   | Iosif Chirilă       | 4:07.794 |       |
| 7       | 8   | Ndiatte Gueye       | 4:37.171 |       |
| 8       | 1   | Richard Jefferies   | 4:49.874 |       |

### Finały
Wyniki:

#### Finał B
| Pozycja | Tor | Zawodnik           | Czas     |
| ------- | --- | ------------------ | -------- |
| 1       | 5   | Piotr Kuleta       | 3:54.414 |
| 2       | 4   | Everardo Cristóbal | 3:56.118 |
| 3       | 6   | Iosif Chirilă      | 3:59.730 |
| 4       | 3   | Jake Donaghey      | 4:22.005 |
| 5       | 2   | Ndiatte Gueye      | 4:32.251 |
| 6       | 7   | Fortunato Pacavira | 4:35.017 |
| 7       | 8   | Richard Jefferies  | 4:42.992 |
| 8       | 1   | Aleksandr Djadczuk | 4:55.737 |

#### Finał A
| Pozycja | Tor | Zawodnik            | Czas     |
| ------- | --- | ------------------- | -------- |
| złoto   | 5   | Sebastian Brendel   | 3:47.176 |
| srebro  | 7   | David Cal           | 3:48.053 |
| brąz    | 6   | Mark Oldershaw      | 3:48.502 |
| 4       | 1   | Vadim Menkov        | 3:49.255 |
| 5       | 4   | Mathieu Goubel      | 3:50.758 |
| 6       | 3   | Attila Vajda        | 3:50.926 |
| 7       | 8   | Aliaksandr Żukowski | 3:51.166 |
| 8       | 2   | Ilja Sztokałow      | 3:51.535 |